# BSV Bad Bleiberg
BSV Bad Bleiberg ist ein österreichischer Fußballverein aus dem Kärntner Ort Bad Bleiberg. Er spielte von 2000 bis 2003 in der zweitklassigen 1. Division und ging anschließend auf Grund finanzieller Schwierigkeiten im Satellitenklub des FC Kärnten namens BSV Juniors Villach auf.

## Geschichte
1952 mit den Vereinsfarben Rot-Weiß-Schwarz gegründet. Bis auf sporadische Vorstöße in die Unterliga (damals im Gebiet des Kärntner Fußballverband Kärntner Fußballverbandes die vierthöchste Leistungsstufe Österreichs), trat die Mannschaft nie wesentlich in Erscheinung. Als am 23. März 1997 die Bleiberger, die von einer „Ikone“ von SK Austria Klagenfurt, nämlich Peter Hrstic, betreut wurden, in der 1. Klasse B (5. Liga) das Auswärtsspiel beim SV ASKÖ St. Egyden 1:0 gewannen, ahnte niemand, dass dies der Auftakt zu einer Serie von 69 Pflichtspielen in Folge ohne Niederlage und damit verbunden einen Aufstieg bis in die "1. Division" (zweithöchste österreichische Spielklasse) sein würde. Es gelang der Meistertitel und Aufstieg in die Unterliga. Dort wurde die Saison 1997/98 erneut mit dem Titel abgeschlossen. Erstmals stieg der BSV in die Kärntner Landesliga auf, wo sich 1998/99 wiederum der Titel einstellte, was den Aufstieg in die drittklassige Regionalliga Mitte bedeutete. Und auch hier gelang es bereits in der ersten Saison 1999/2000, die Meisterschaft vor dem ASKÖ Pasching zu gewinnen. Am 4. September 1999 endete mit dem 0:1 beim vorerwähnten ASKÖ Pasching die Serie der Unbesiegtheit. In der darauf folgenden Spielzeit 2000/01 in der zweitklassigen 1. Division schafften die Bad Bleiberger beinahe den Durchmarsch bis in die Bundesliga, denn letztendlich fehlten dem Meisterschaftszweiten nur zwei Punkte auf Meister FC Kärnten. Als Beinamen bezeichnete sich das Team „Bleiberger Wölfe“. Der sportliche Aufstieg wurde großteils mit namhaften Fremdspielern erreicht, wobei der damalige Vereinspräsident Egon Putzi als erfolgreicher Unternehmer (Micro-Chips etc.) als großzügiger Financier auftrat. Putzi pflegte auch gute Kontakte zum Fußballklub SV Austria Salzburg, wurde auch dort Klubpräsident – und damit kam es zu vermehrten Spielertransfers zwischen den beiden Klubs, wobei einige Spieler aus Honduras verpflichtet wurden.
Auch im folgenden Zweitligajahr 2001/02 spielte der Verein gut mit und wurde Dritter und sorgte insbesondere im ÖFB-Cup für Furore, denn der Zweitligist wurde erst im Halbfinale von Sturm knapp mit 3:2 gestoppt. Auch im folgenden Jahr brachte man sich mit einem 2:0-Sieg im Cup gegen Rapid in die Schlagzeilen. Doch 2002/03 musste der Klub mit Platz neun in die Relegation. Der Gegner hieß FC Blau-Weiß Linz. Auf dem heimischen Platz in Villach (Stadion Lind) – das Bad Bleiberger Drei-Lärchen-Stadion wurde in der Zweitklassigkeit aufgegeben – setzte es ein müdes 0:2 für die Gäste, im Rückspiel lag man zur Pause 1:2 zurück. In einer sensationellen Aufholjagd sicherte man sich mit einem 4:2 den Klassenerhalt.
Der Verein steckte in enormen finanziellen Schwierigkeiten, Egon Putzi wollte oder konnte den Verein nicht mehr unterstützen. Putzi machte erst wieder nach sehr vielen Jahren hinsichtlich Sponsoring eines Fußballklubs von sich reden, als er, mittlerweile Firmenchef in einer anderen Branche („Etoxx“), den Villacher Fußballklub Villacher SV zu unterstützen begann.
Nach den Relegationsspielen wurde der Verein vom FC Kärnten übernommen und spielte in der Folgesaison als Satellitenklub unter dem neuen Namen BSV Juniors Villach in der in "Erste Liga" umbenannten zweiten Spielstufe, wobei fast durchwegs wieder die Heimmatches in Bad Bleiberg ausgetragen wurden. Die Umbenennung auf "BSV Juniors" wurde bei einer Generalversammlung am 5. Juli 2003 beschlossen, bei welcher auch die wichtigsten Positionen im Klub neu besetzt wurden. Sportdirektor wurde Alfred Mölzer, Manager Josef Zauchner und Trainer Angelo Devescovi. Als Obmann fungierte Franz Koloini, der Protokollchef von Landeshauptmann Jörg Haider – und es musste mit einer stark abgespeckten Mannschaft gespielt werden. Im Oktober wurde Trainer Devescovi entlassen, Alfred Mölzer übernahm vorerst. Am 10. November 2003 kam es zur Verpflichtung von Hannes Haubitz, der selbst erst Ende Oktober als Trainer des FC Kärnten entlassen worden war. Genauso wie der Trägerverein FC Kärnten kam für die Juniors der sportliche Abstieg (dieser stand bereits drei Runden vor Schluss fest). Bald nach dem Ende der Spielzeit 2003/04 löste sich der Verein aufgrund fehlender finanzieller Mittel auf und verzichtete damit auf den ihm zustehenden Platz in der Regionalliga Mitte. Über den Verein wurde danach noch ein Konkursverfahren eingeleitet. Am 4. Oktober 2004 kam es am Landesgericht Klagenfurt zur ersten Gläubigerversammlung, wobei Forderungen von 450.000 € ungedeckt waren und auch keine Aussicht zur Einbringung bestand. Selbst die in Bleiberg errichtet gewesene Flutlichtanlage konnte nicht verwertet werden, weil diese mittlerweile im Villacher Stadion aufgestellt worden war.
Seit der Saison 2006/07 spielt der Nachfolgeklub BSV Bad Bleiberg wieder im Unterhaus mit (u. zw. vorerst in der 2. Klasse B, der letzten Liga im Kärntner Fußballverband). Als Meister der Saison 2008/09 gelang der Aufstieg in die 1. Klasse (man spielte in der Gruppe „B“), wo man sich drei Jahre hielt. Ab 2012/13 fand sich die Kampfmannschaft wieder in der „2. Klasse B“, für die Saison 2015/16 ist der BSV in die „2. Klasse C“ eingeteilt worden (Grund: Erhöhung der Gruppenanzahl von vier auf fünf, um geographischen Verhältnissen zu entsprechen).
Wie die online-Seite der "Kleinen Zeitung" Kärnten am 11. August 2015 berichtet, wurde Walter López, einer der Legionäre des seinerzeitigen Zweitligisten, am 9. August 2015 beim Verlassens eines Fußballstadions in der guatemaltekischen Grenzstadt La Mesilla beim Angriff einer Bande erschossen.

## Erfolge
- 3 × Zweitligateilnahme: 2001–2003 (1. Division)
- 1 × Halbfinale ÖFB-Cup: 2002
- 1 × Regionalligameister: 2000
- 1 × Kärntner Landesmeister: 1999
- Sieger des T-Mobile Hallencup 2003